# Allotinus depictus
Allotinus depictus är en fjärilsart som beskrevs av Hans Fruhstorfer 1913. Allotinus depictus ingår i släktet Allotinus och familjen juvelvingar. Inga underarter finns listade i Catalogue of Life.